# 2014 HO211
2014 HO211 est un objet transneptunien de la famille des objets épars, ayant un diamètre estimé à environ 200 km.